# Wolfgang Späte
Wolfgang Späte (8. září 1911 – 30. dubna 1997 ve městě Edewecht) byl pilot Luftwaffe v době 2. světové války a od roku 1956 do 1967, kdy odešel v hodnosti plukovníka ve výslužbě. Jako místo narození je udáváno město Drážďany, některé zdroje uvádějí jako místo narození Podbořany. Před válkou se věnoval bezmotorovému létání a v roce 1938 získal vítězství v soutěži kluzáků Rhön-Segelflug-wettbewerb ve Wasserkuppe. Druhou světovou válku ukončil s 99 ověřenými sestřely na svém kontě. Napsal několik knih, které se věnující letectví.

## Druhá světová válka
Na začátku války působil u průzkumné letky. Absolvoval přeškolení na stíhacího pilota a poté nastupuje do JG 54, kde je až do roku 1942. Bylo mu svěřeno velení Erprobungskomanda 16, která testovala záchytný raketový stíhací letoun Messerschmitt Me 163. V závěru války se stal velitelem III/JG 7, vyzbrojené Me 262. Během služby v Luftwaffe za 2. světové války sestřelil 90 nepřátelských letounů na východní frontě a 9 nepřátel na západní. Z toho 5 sestřelů bylo vybojováno na Me 262.

### Vyznamenání
- Rytířský kříž Železného kříže (5. října 1941)
- Rytířský kříž Železného kříže, s dubovou ratolestí, 90. držitel (23. dubna 1942)
- Železný kříž, I. třída (27.06.1940)
- Železný kříž, II. třída (27.06.1940)
- Železný kříž, II. třída, udělen podruhé (08.11.1941)
- Čestný pohár za zvláštní úspěchy v letecké válce [4]
- Německý kříž , ve zlatě (09. 12. 1941)

údaje použity z: anglické Wikipedie-Wolfgang Späte/Awards

## Po válce
Po propuštění ze zajetí pracoval ve Frankfurtu nad Mohanem jako ředitel fotografické firmy. Od roku 1956 nastoupil v hodnosti plukovníka zpět ke službě u Luftwaffe, kde pracoval až do roku 1967, kdy odešel s hodností plukovníka ve výslužbě. Po službě u letectva testoval ekranoplán X-113A Alexandra Lippische.

## Dílo
- V německém jazyce:
  - Der streng geheime Vogel Me 163, ISBN 978-3-89555-142-0
  - Der streng geheime Vogel: Erprobung an der Schallgrenze , ISBN 978-3821900100
- V češtině vyšlo:
  - Tajemný dravec Me-163, ISBN 80-206-0639-4 přeloženo z anglického Top secret bird